# Agolada
Agolada település Spanyolországban, Pontevedra tartományban. Agolada Rodeiro, Lalín, Vila de Cruces, Santiso, Palas de Rei és Antas de Ulla községekkel határos. Lakosainak száma 2282 fő (2024).

## Népesség
A település népessége az elmúlt években az alábbi módon változott:
| Lakosok száma | 4292 | 3678 | 3216 | 3094 | 2803 | 2651 | 2431 | 2344 | 2252 | 2282 |
|               | 2001 | 2004 | 2007 | 2009 | 2012 | 2014 | 2017 | 2019 | 2022 | 2024 |